# Ustaritz Aldekoaotalora
Ustaritz Aldekoaotalora Astarloa, mais conhecido como Ustaritz (Abadiño, 16 de fevereiro de 1983), é um futebolista espanhol, de origem basca, que defende o Athletic Club de Bilbao.